# إم. حسن علي خان
إم. حسن علي خان (بالإنجليزية: M. Hasan Ali Khan)‏ هو عسكري باكستاني وبنغلاديشي، ولد في 1950 في منطقة غايباندا ‏ في بنغلاديش، وتوفي في 19 فبراير 2013.